# Angelonia
Genre
Angelonia est un genre de plantes de la famille des Plantaginacées.

## Liste d'espèces
Selon BioLib (16 août 2024) :
- Angelonia angustifolia Benth.
- Angelonia chiquitensis Herzog
- Angelonia parviflora Barringer
- Angelonia salicariifolia Humb. & Bonpl.

Selon ITIS (16 août 2024) :
- Angelonia angustifolia Benth.
- Angelonia gardneri Hook.
- Angelonia salicariifolia Humb. & Bonpl.

Selon NCBI (16 août 2024) :
- Angelonia angustifolia Benth., 1846
- Angelonia arguta Benth., 1846
- Angelonia biflora Benth., 1846
- Angelonia blanchetii Benth., 1846
- Angelonia campestris Nees & Mart., 1821
- Angelonia cornigera Hook., 1841
- Angelonia crassifolia Benth., 1846
- Angelonia eriostachys Benth., 1846
- Angelonia gardneri Hook., 1839
- Angelonia goyazensis Benth., 1846
- Angelonia hassleriana Chodat, 1901
- Angelonia hirta Cham., 1833
- Angelonia integerrima Spreng., 1827
- Angelonia micrantha Benth., 1846
- Angelonia perennis Angelonia micrantha var. perennis Hassl., 1904
- Angelonia pilosella J.Kickx f., 1839
- Angelonia pratensis Gardner ex Benth., 1846
- Angelonia procumbens (Schrad.) Nees & Mart., 1822
- Angelonia pubescens Benth., 1836
- Angelonia salicariifolia Bonpl., 1812
- Angelonia tomentosa Moric. ex Benth., 1846
- Angelonia verticillata Philcox, 1980

Selon Tropicos (16 août 2024) (Attention liste brute contenant possiblement des synonymes) :
- Angelonia acuminatissima Herzog
- Angelonia alternifolia V.C. Souza
- Angelonia angustifolia Benth.
- Angelonia arguta Benth.
- Angelonia biflora Benth.
- Angelonia bisaccata Benth.
- Angelonia bisaccatum Benth.
- Angelonia blanchetii Benth.
- Angelonia campestris Nees & Mart.
- Angelonia chiquitensis Herzog
- Angelonia ciliaris B.L. Rob.
- Angelonia ciliata Gardner ex Hook.
- Angelonia ciliolata Benth.
- Angelonia coffreana Moric. ex Benth.
- Angelonia cornigera Hook.
- Angelonia crassifolia Benth.
- Angelonia cubensis B.L. Rob.
- Angelonia eriostachys Benth.
- Angelonia evitae Descole & Borsini
- Angelonia gardneri Hook.
- Angelonia goyazensis Benth.
- Angelonia grandiflora C. Morr.
- Angelonia hassleriana Chodat
- Angelonia hirta Cham.
- Angelonia hooderiana Gardner
- Angelonia hookeriana Gardner ex Benth.
- Angelonia integerrima Spreng.
- Angelonia leandrii J. Kickx f.
- Angelonia linarioides Taub.
- Angelonia linearifolia Moric. ex J.A. Schmidt
- Angelonia lobelioides Mart. ex J.A. Schmidt
- Angelonia micrantha Benth.
- Angelonia minor Fisch. & C.A. Mey.
- Angelonia parviflora Barringer
- Angelonia pilosella J. Kickx f.
- Angelonia pratensis Gardner
- Angelonia procumbens Nees & Mart.
- Angelonia pubescens Benth.
- Angelonia salicariifolia Bonpl.
- Angelonia serrata Benth.
- Angelonia spectabilis Moric. ex J.A. Schmidt
- Angelonia tomentosa Moric. ex Benth.
- Angelonia veronicoides Mart. ex J.A. Schmidt
- Angelonia verticillata Philcox
- Angelonia viscosa Mart. ex J.A. Schmidt